# 川原川公園
川原川公園（かわはらがわこうえん）は、岩手県陸前高田市にある、川原川と川沿いに配置された公園を一体的な空間としてデザインされた水辺公園。
令和2年度に完成。
川原川総合流域防災事業による「復興かわづくり」として実施。
2022年度土木学会デザイン賞を受賞。